# Bofferdange
Bofferdange (Luxemburgs: Bofferdingen, Duits: Bofferdingen) is een plaats in de gemeente Lorentzweiler en het kanton Mersch in het midden van Luxemburg. Bofferdange telt 772 inwoners (2001). Bofferdange bevindt zich in het dal van de rivier Alzette.

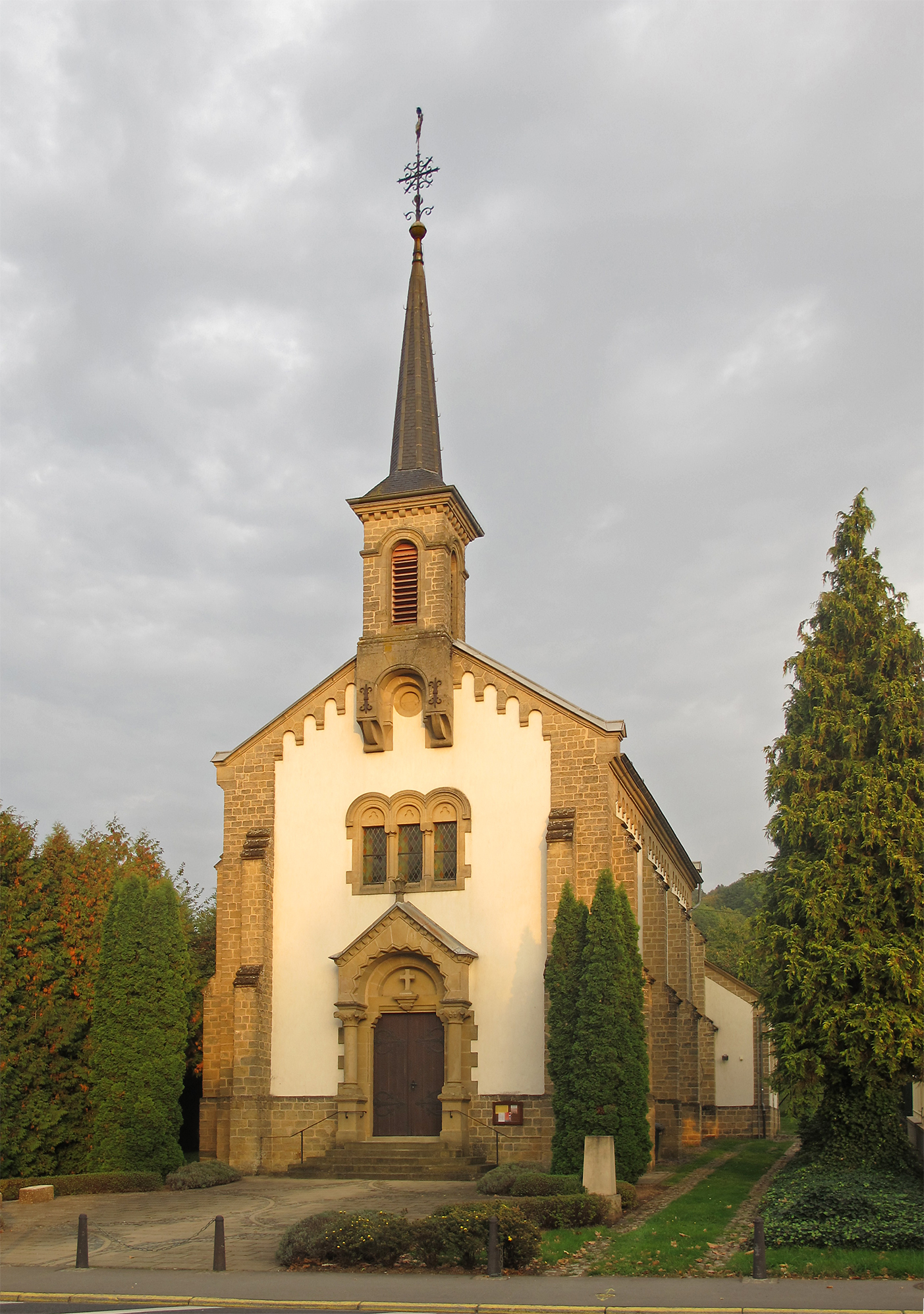
De kerk van Bofferdange

## Geboren
- Émile Reuter (1874-1973), politicus